# Трансвааль (футбольный клуб)
«Трансвааль» — суринамский футбольный клуб из столицы страны, города Парамарибо, в настоящий момент выступает в Хуфдклассе, сильнейшем дивизионе Суринама. Клуб основан 15 января 1921 года, домашние матчи проводит на стадионе «Андре Кампервен», вмещающем 6 000 зрителей. «Трансвааль» второй по титулованости клуб Суринама, и один из наиболее титулованных клубов в КОНКАКАФ.

## Достижения
- Чемпионат Суринама по футболу:
  - Чемпион (19): 1925, 1937, 1938, 1950, 1951, 1962, 1965, 1966, 1967, 1968, 1969, 1970, 1973, 1974, 1990, 1991, 1996, 1997, 2000.
- Кубок Суринама по футболу:
  - Обладатель (3): 1996, 2002, 2008.
- Суперкубок Суринама по футболу:
  - Обладатель (2): 1997, 2008.
- Кубок чемпионов КОНКАКАФ:
  - Обладатель (2): 1973, 1981.
  - Финалист (3): 1974, 1975, 1986.